# Campeonato Africano de Atletismo Sub-18 e Sub-20 de 2019
A 14ª edição do Campeonato Africano de Atletismo Sub-20 foi organizado pela Confederação Africana de Atletismo no período de 16 de abril a 20 de abril de 2019. Foi realizado em conjunto com a 4º edição do Campeonato Africano de Atletismo Sub-18, essa sob nova nomenclatura. A competição foi realizada no Estádio Félix Houphouët-Boigny, em Abidjan, na Costa do Marfim. Foram disputadas 44 provas na categoria Sub-20 e 38 provas na categoria Sub-18, tendo como destaque o Quênia com 28 medalhas, 13 de ouro na categoria Sub-20. 

## Medalhistas

### Sub-18
Os resultados na categoria Sub-18 foram os seguintes: 
Masculino
| Evento                      | Ouro                                          | Ouro     | Prata                        | Prata    | Bronze                        | Bronze   |
| --------------------------- | --------------------------------------------- | -------- | ---------------------------- | -------- | ----------------------------- | -------- |
| 100 metros                  | Thabang Hlohlolo (RSA)                        | 10.61    | Eckhardt Potgieter (RSA)     | 10.64    | Vuyo Ndlovu (RSA)             | 10.65    |
| 200 metros                  | Sinesipho Dambile (RSA)                       | 20.52    | Eckhardt Potgieter (RSA)     | 21.29    | Israel Dome Anam (GHA)        | 21.42    |
| 400 metros                  | Lythe Pillay (RSA)                            | 46.26    | Brian Onyari Tinega (KEN)    | 46.73    | Antoine Nortje (RSA)          | 46.99    |
| 800 metros                  | Abdo Razack Hassan (DJI)                      | 1:46.54  | Mohamed Ali Gouaned (ALG)    | 1:47.88  | Kenneth Kirui (KEN)           | 1:47.89  |
| 1 500 metros                | Vincent Kibet Keter (KEN)                     | 3:40.28  | Gezahign Yihun (ETH)         | 3:43.64  | Peter Kibui Wangari (KEN)     | 3:45.50  |
| 3 000 metros                | Emmanuel Korir Kiplagat (KEN)                 | 8:14.3   | Gezahign Yihun (ETH)         | 8:14.51  | Gideon Kipkertich Ronoh (KEN) | 8:17.83  |
| 10 km marcha atlética       | Abdenour Ameur (ALG)                          | 51:15.21 | Osama Hussin Ahmed (EGY)     | 52:47.83 | Oussama Aouina (TUN)          | 53:19.19 |
| 110 metros barreiras        | Reinhardt Strauss (RSA)                       | 13.92    | Jorin Leonard Bangue (CMR)   | 13.93    | Youssef Badwy (EGY)           | 14.17    |
| 400 metros barreiras        | Lutodio Custodio (RSA)                        | 52.53    | Ndikponke Okure (NGR)        | 53.39    | Youssef Badwy (EGY)           | 53.49    |
| 2.000 metros com obstáculos | Bikila Tadese (ETH)                           | 5:35.47  | Kibet Chepkwony (KEN)        | 5:37.36  | Ronald Kipngetich (KEN)       | 5:39.21  |
| Revezamento medley          | África do Sul · ? · ? · ? · Sinesipho Dambile | 1:49.50  | Nigéria                      | 1:53.56  | Gâmbia                        | 1:55.18  |
| Salto em altura             | Best Erhire Omamuyovwi (NGR)                  | 2.08 m   | Joshua Onezime (SEY)         | 2.06 m   | Ziad Mohamed Kamal (EGY)      | 2.04 m   |
| Salto com vara              | Kyer Rademeyer (RSA)                          | 5.10 m   | Nikolam Van Huysteen (RSA)   | 4.80 m   | Ayndlem Belayabebe (ETH)      | 3.60 m   |
| Salto em comprimento        | Jason Tito (RSA)                              | 7.40 m   | Jaugu Sarjo (GAM)            | 6.76 m   | Olatunde Olaolu (NGR)         | 6.60 m   |
| Salto triplo                | Collins Kipkorir (KEN)                        | 14.82 m  | Best Erhire Omamuyovwi (NGR) | 14.77 m  | Jason Tito (RSA)              | 14.57 m  |
| Arremesso de peso           | Mohamed Osama Mohamed (EGY)                   | 19.52 m  | Douw Kruger (RSA)            | 19.03 m  | Wynand Swanepoel (RSA)        | 17.82 m  |
| Lançamento de disco         | Mohamed Osama Mohamed (EGY)                   | 58.91 m  | Wynand Swanepoel (RSA)       | 57.64 m  | Douw Kruger (RSA)             | 51.10 m  |
| Lançamento do martelo       | Mohamed Saeed (EGY)                           | 68.66 m  | Abdelmalak Benziada (ALG)    | 56.36 m  | Mentesnot Mersha (ETH)        | 54.19 m  |
| Lançamento do dardo         | Nnamdi Chinecherem (NGR)                      | 74.71 m  | Serge Armand Diasso (CIV)    | 46.36 m  | Losani Konate (BUR)           | 43.17 m  |
| Octatlo                     | Ayoub Bansabra (ALG)                          | 5382 pts | Jordane Quirin (MRI)         | 5238 pts | Yusuf Rasheed (NGR)           | 5139 pts |

Feminino
| Evento                      | Ouro                               | Ouro     | Prata                        | Prata    | Bronze                           | Bronze   |
| --------------------------- | ---------------------------------- | -------- | ---------------------------- | -------- | -------------------------------- | -------- |
| 100 metros                  | Miandi van Staden (RSA)            | 12.00    | Jalika Bajinka (GAM)         | 12.02    | Praise Ofoku (NGR)               | 12.02    |
| 200 metros                  | Favour Ofili (NGR)                 | 23.38    | Anita Taviore (NGR)          | 24.07    | Binta Jallow (GAM)               | 24.13    |
| 400 metros                  | Favour Ofili (NGR)                 | 52.28    | Linda Kageha (KEN)           | 52.52    | Amy Naude (RSA)                  | 54.29    |
| 800 metros                  | Prudence Sekgodiso (RSA)           | 2:07.03  | Sheila Belio (KEN)           | 2:07.45  | Nelly Chepchirchir (KEN)         | 2:07.90  |
| 1 500 metros                | Meryem Azrour (MAR)                | 4:20.14  | Janet Nyiva (KEN)            | 4:20.43  | Almaz Girma (ETH)                | 4:21.97  |
| 3 000 metros                | Zena Jemutai Yego (KEN)            | 9:13.23  | Deborah Chemutai (KEN)       | 9:13.42  | Berheteha Amare (ETH)            | 9:14.72  |
| 5 km marcha atlética        | Melissa Touloum (ALG)              | 25:45.29 | Mariame Worku (ETH)          | 26:02.54 | Soumaya Mannai (TUN)             | 27:55.83 |
| 100 metros barreiras        | Kayla van der Bergh (RSA)          | 13.50    | Rahil Hamel (ALG)            | 14.02    | Madina Toure (BUR)               | 14.53    |
| 400 metros barreiras        | Sarah Ochigbo (NGR)                | 1:03.13  | Saphietou Boye (SEN)         | 1:05.97  | Djamilatou Sanou (BUR)           | 1:06.24  |
| 2.000 metros com obstáculos | Juby Jerotich (KEN)                | 6:48.56  | Kassazerfe Wondimagegn (ETH) | 6:51.41  | Dorothy Kimutai (KEN)            | 7:12.18  |
| Revezamento medley          | Nigéria · ? · ? · ? · Favour Ofili | 2:11.93  | Gâmbia                       | 2:12.21  | África do Sul                    | 2:12.33  |
| Salto em altura             | Jeanne Visser (RSA)                | 1.73 m   | Saly Sarr (SEN)              | 1.69 m   | Laurentine Fouda (CMR)           | 1.60 m   |
| Salto em comprimento        | Nolwazi Mashaba (RSA)              | 5.82 m   | Joane Gerber (RSA)           | 5.80 m   | Ruona Adogbeji (NGR)             | 5.56 m   |
| Salto triplo                | Nolwazi Mashaba (RSA)              | 12.65 m  | Boru Sambate Robe (ETH)      | 12.06 m  | Grace Oshiokpu (NGR)             | 11.81 m  |
| Arremesso de peso           | Dane Roets (RSA)                   | 17.33 m  | Mine de Klerk (RSA)          | 16.90 m  | Dina Amel Farouk (EGY)           | 13.92 m  |
| Lançamento de disco         | Dane Roets (RSA)                   | 46.35 m  | Chaimae Bouchaal (MAR)       | 41.91 m  | Esther Osisike (NGR)             | 41.28 m  |
| Lançamento do martelo       | Phethissang Makhethe (RSA)         | 63.51 m  | Nagla Amel Farouk (EGY)      | 56.23 m  | Fatima Zohra Tadjine Ikram (ALG) | 53.62 m  |
| Lançamento do dardo         | Heike de Nyssechen (RSA)           | 51.57 m  | Matha Nthanzi Musai (KEN)    | 48.96 m  | Shakenaz Zinwefky (EGY)          | 42.98 m  |
| Heptatlo                    | Saly Sarr (SEN)                    | 4005 pts | Ese Awusa (NGR)              | 3792 pts | Tamer El Gebaly (EGY)            | 3365 pts |

### Sub-20
Os resultados na categoria Sub-20 foram os seguintes: 
Masculino
| Evento                      | Ouro                                                                       | Ouro     | Prata                                   | Prata               | Bronze                                                                          | Bronze              |
| --------------------------- | -------------------------------------------------------------------------- | -------- | --------------------------------------- | ------------------- | ------------------------------------------------------------------------------- | ------------------- |
| 100 metros                  | Enoch Adegoke (NGR)                                                        | 10.29    | Phatutshedzo Maswanganyi (RSA)          | 10.35               | Luke Davids (RSA)                                                               | 10.35               |
| 200 metros                  | Phatutshedzo Maswanganyi (RSA)                                             | 20.77    | Luke Davids (RSA)                       | 20.98               | Edwin Kwabla Gadayi (GHA)                                                       | 21.04               |
| 400 metros                  | Modou Lamine Bah (GAM)                                                     | 46.91    | Luyando Mudenda (ZAM)                   | 47.37               | Mustefa Edeo Kabeto (ETH)                                                       | 47.49               |
| 800 metros                  | Kipngetich Ngeno (KEN)                                                     | 1:45.25  | Joseph Rotiken (KEN)                    | 1:46.51             | Edrissa Marong (GAM)                                                            | 1:47.20             |
| 1 500 metros                | George Manangoi (KEN)                                                      | 3:47.55  | Nickson Lesiyia (KEN)                   | 3:48.87             | Melese Nberet (ETH)                                                             | 3:49.64             |
| 5 000 metros                | Edward Zakayo (KEN)                                                        | 13:13.06 | Jacob Kiprop (KEN)                      | 13:14.44            | Reuben Pogisho (KEN)                                                            | 13:43.46            |
| 10 000 metros               | Bravin Kipkogei Kiptoo (KEN)                                               | 28:17.06 | Samuel Kibet (UGA)                      | 28:22.26            | Emmanuel Kiprotich Korir (KEN)                                                  | 28:26.46            |
| 10 km marcha atlética       | Dominic Samson Ndigiti (KEN)                                               | 43:27.21 | Abdulrahman Mahmoud (EGY)               | 45:20.46            | Mehdi Abidi (ALG)                                                               | 46:27.31            |
| 110 metros barreiras        | Michael Schoeman (RSA)                                                     | 14.00    | Jeremie Lararaudeuse (MRI)              | 14.06               | Mamadou Sakho (SEN)                                                             | 14.54               |
| 400 metros barreiras        | Sokwakhana Zazini (RSA)                                                    | 50.35    | Ismail Manyani (MAR)                    | 51.16               | Gadisa Bayu (ETH)                                                               | 51.82               |
| 3.000 metros com obstáculos | Leonard Bett (KEN)                                                         | 8:25.60  | Brian Kipkoech Limo (KEN)               | 8:35.53             | Girma Mamolam (ETH)                                                             | 8:48.56             |
| 4×100 metros estafetas      | Nigéria · Gershon Omubo · Shedrack Akpeki · Alaba Akintola · Enoch Adegoke | 40.21    | Gâmbia                                  | 41.20               | Costa do Marfim                                                                 | 42.00               |
| 4×400 metros estafetas      | Quênia                                                                     | 3:10.06  | Etiópia                                 | 3:10.99             | Nigéria · Nnabukwo Gbaruko · Shedrack Akpeki · Nsikak Okon · Jeremiah Nathaniel | 3:14.15             |
| Salto em altura             | Breyton Poole (RSA)                                                        | 2.18 m   | Bilel Afer (ALG) · Lim Koung Duop (ETH) | 2.06 m              | Sem medalhas                                                                    | Sem medalhas        |
| Salto com vara              | Valco van Wyk (RSA)                                                        | 4.65 m   | Apenas um finalista                     | Apenas um finalista | Apenas um finalista                                                             | Apenas um finalista |
| Salto em comprimento        | Omod Okugn (ETH)                                                           | 7.35 m   | Remember Afaxoe (GHA)                   | 7.28 m              | Bekele Jilo (ETH)                                                               | 7.28 m              |
| Salto triplo                | Adir Gur (ETH)                                                             | 15.77 m  | Kangogo (KEN)                           | 15.65 m             | Prosper Dezardin (MRI)                                                          | 15.33 m (w)         |
| Arremesso de peso           | Motaz Mohamed El Said (EGY)                                                | 19.21 m  | Chris van Niekerk (RSA)                 | 18.40 m             | Ryan Williams (NAM)                                                             | 16.02 m             |
| Lançamento de disco         | Chris van Niekerk (RSA)                                                    | 56.49 m  | Francois Prinsloo (RSA)                 | 55.79 m             | Ryan Williams (NAM)                                                             | 53.37 m             |
| Lançamento do martelo       | Youssef Hesham Mohamed (EGY)                                               | 65.09 m  | Ali Hesham Mohamed Ahmed (EGY)          | 64.85 m             | Cedric Botshello Kobokane (RSA)                                                 | 61.01 m             |
| Lançamento do dardo         |                                                                            |          |                                         |                     |                                                                                 |                     |
| Decatlo                     | Mohamed Zadi (ALG)                                                         | 6373 pts | El Sayed Ramy Ahmed (EGY)               | ?                   | Erewa Peremobowei Law (NGR)                                                     | ?                   |

Feminino
| Evento                      | Ouro                                                                         | Ouro     | Prata                           | Prata    | Bronze                                                                                   | Bronze   |
| --------------------------- | ---------------------------------------------------------------------------- | -------- | ------------------------------- | -------- | ---------------------------------------------------------------------------------------- | -------- |
| 100 metros                  | Rosemary Chukwuma (NGR)                                                      | 11.62    | Rose Xeyi (RSA)                 | 11.75    | Grace Nwokocha (NGR)                                                                     | 11.88    |
| 200 metros                  | Rosemary Chukwuma (NGR)                                                      | 23.81    | Antoinette van der Merwe (RSA)  | 23.97    | Esther Peter Okon (NGR)                                                                  | 24.20    |
| 400 metros                  | Mary Moraa (KEN)                                                             | 53.57    | Sara Ehachimi (MAR)             | 55.02    | Glory Patrick Okon (NGR)                                                                 | 55.18    |
| 800 metros                  | Jackline Wambui (KEN)                                                        | 2:04.29  | Hirut Meshesha (ETH)            | 2:04.70  | Lydia Jerito (KEN)                                                                       | 2:04.78  |
| 1 500 metros                | Diribe Welteji (ETH)                                                         | 4:11.59  | Edinah Jebitok (KEN)            | 4:13.02  | Mercyline Cherono (KEN)                                                                  | 4:15.95  |
| 3 000 metros                | Alemitu Tariku (ETH)                                                         | 9:33.53  | Emmaculate Anyango (KEN)        | 9:36.05  | Tsihan Haile (ETH)                                                                       | 9:37.06  |
| 5 000 metros                | Beatrice Chebet (KEN)                                                        | 16:02.66 | Dolphine Omare (KEN)            | 16:07.42 | Sarah Chelangat (UGA)                                                                    | 16:09.96 |
| 10 km marcha atlética       | Rihem Bouzid (TUN)                                                           | 51:47.8  | Betwe Gerahunmar (ETH)          | 52:19.1  | Masire Teshagesinta (ETH)                                                                | 53:47.9  |
| 100 metros barreiras        | Rogail Joseph (RSA)                                                          | 13.97    | Antoinette van der Merwe (RSA)  | 14.09    | Victoria Adunbi (NGR)                                                                    | 14.42    |
| 400 metros barreiras        | Rogail Joseph (RSA)                                                          | 57.37    | Gontse Morake (RSA)             | 58.85    | Loubna Benhadja (ALG)                                                                    | 59.18    |
| 3.000 metros com obstáculos | Fancy Cherono (KEN)                                                          | 9:48.56  | Karen Chebet (KEN)              | 9:51.41  | Lomi Teferea (ETH)                                                                       | 10:12.18 |
| 4×100 metros estafetas      | Nigéria · Grace Nwokocha · Stella Ayanleke · Esther Okon · Rosemary Chukwuma | 45.56    | África do Sul                   | 46.36    | Costa do Marfim                                                                          | 47.84    |
| 4×400 metros estafetas      | Etiópia                                                                      | 3:39.82  | África do Sul                   | 4:40.54  | Nigéria · Blessing Oladoye · Blessing Ovwighonadjebere · Glory Patrick · Juliana Abayomi | 4:41.86  |
| Salto em altura             | Rose Yeboah (GHA)                                                            | 1.83 m   | Natacha Chetty (SEY)            | 1.77 m   | Kristi Snyman (RSA)                                                                      | 1.75 m   |
| Salto com vara              | Isra Moradhi (EGY)                                                           | 3.30 m   | Yasmeen Hazeem (EGY)            | 3.30 m   | Imen Rhouma (TUN)                                                                        | 3.30 m   |
| Salto em comprimento        | Faith Jepkemboi Kipsang (KEN)                                                | 5.83 m   | Rose Xeyi (RSA)                 | 5.81 m   | Victory George (ETH)                                                                     | 5.70 m   |
| Salto triplo                | Onaara Obamuwagun (NGR)                                                      | 12.78 m  | Gontse Morake (RSA)             | 12.47 m  | Dorothy Kavumba (ZIM)                                                                    | 12.41 m  |
| Arremesso de peso           |                                                                              |          |                                 |          |                                                                                          |          |
| Lançamento de disco         | Princess Kara (NGR)                                                          | 50.04 m  | Rima Ahmed (EGY)                | 46.95 m  | Tsehaye Teklu (ETH)                                                                      | 45.93 m  |
| Lançamento do martelo       | Rawan Ayman Ibrahim Barakat (EGY)                                            | 60.83 m  | Zeroual Zineb (MAR)             | 47.34 m  | Abdelafou Zainab (TUN)                                                                   | 42.10 m  |
| Lançamento do dardo         | Josephine Lalam (UGA)                                                        | 49.78 m  | Savannah Combrink (RSA)         | 46.84 m  | Dorothy Roro (KEN)                                                                       | 45.69 m  |
| Heptatlo                    | Ouidad Yesli (ALG)                                                           | 4431 pts | Blessing Ovwighonadjebere (NGR) | 4320 pts | Hania Abdalah (ALG)                                                                      | 4148 pts |

## Quadro de medalhas

### Sub-18
| Ordem | País            | Medalha de ouro | Medalha de prata | Medalha de bronze | Total |
| ----- | --------------- | --------------- | ---------------- | ----------------- | ----- |
| 1     | África do Sul   | 18              | 7                | 7                 | 32    |
| 2     | Quênia          | 6               | 6                | 5                 | 17    |
| 3     | Nigéria         | 5               | 6                | 5                 | 16    |
| 4     | Etiópia         | 3               | 4                | 4                 | 11    |
| 5     | Egito           | 3               | 2                | 6                 | 11    |
| 6     | Argélia         | 2               | 3                | 1                 | 6     |
| 7     | Marrocos        | 1               | 1                | 0                 | 2     |
| 7     | Senegal         | 1               | 1                | 0                 | 2     |
| 9     | Djibuti         | 1               | 0                | 0                 | 1     |
| 10    | Gâmbia          | 0               | 3                | 2                 | 5     |
| 11    | Camarões        | 0               | 1                | 1                 | 2     |
| 12    | Costa do Marfim | 0               | 1                | 0                 | 1     |
| 12    | Ilhas Maurícias | 0               | 1                | 0                 | 1     |
| 12    | Seicheles       | 0               | 1                | 0                 | 1     |
| 15    | Burquina Fasso  | 0               | 0                | 2                 | 2     |
| 16    | Gana            | 0               | 0                | 1                 | 1     |
| 16    | Tunísia         | 0               | 0                | 1                 | 1     |
| Total | Total           | 40              | 37               | 35                | 112   |

### Sub-20
| Ordem | País            | Medalha de ouro | Medalha de prata | Medalha de bronze | Total |
| ----- | --------------- | --------------- | ---------------- | ----------------- | ----- |
| 1     | Quênia          | 13              | 10               | 5                 | 28    |
| 2     | África do Sul   | 9               | 13               | 3                 | 25    |
| 3     | Nigéria         | 7               | 1                | 8                 | 16    |
| 4     | Etiópia         | 6               | 4                | 12                | 22    |
| 5     | Egito           | 4               | 6                | 0                 | 10    |
| 6     | Argélia         | 2               | 3                | 3                 | 8     |
| 7     | Uganda          | 1               | 1                | 1                 | 3     |
| 7     | Gana            | 1               | 1                | 1                 | 3     |
| 7     | Gâmbia          | 1               | 1                | 1                 | 3     |
| 10    | Tunísia         | 1               | 0                | 1                 | 2     |
| 11    | Marrocos        | 0               | 3                | 1                 | 4     |
| 12    | Ilhas Maurícias | 0               | 1                | 1                 | 2     |
| 13    | Seicheles       | 0               | 1                | 0                 | 1     |
| 13    | Zâmbia          | 0               | 1                | 0                 | 1     |
| 15    | Namíbia         | 0               | 0                | 3                 | 3     |
| 16    | Costa do Marfim | 0               | 0                | 2                 | 2     |
| 17    | Senegal         | 0               | 0                | 1                 | 1     |
| 17    | Zimbabwe        | 0               | 0                | 1                 | 1     |
| Total | Total           | 45              | 46               | 44                | 135   |